# Шпангенберг (город)
Шпангенберг (нем. Spangenberg) — город в Германии, в земле Гессен. Подчинён административному округу Кассель. Входит в состав района Швальм-Эдер. Население составляет 6200 человек (на 31 декабря 2010 года). Занимает площадь 97,7 км². Официальный код — 06 6 34 024. Город подразделяется на 13 городских районов.
В Шпангенберге находится центр населённости Германии.